# Kylon
Kylon (altgriechisch Κύλων Kýlōn) war ein Politiker im antiken Athen des 7. Jahrhunderts v. Chr. und eine der ersten konkret fassbaren Personen in der Geschichte der Stadt.

## Leben
Kylon stammte aus dem Adelsgeschlecht der Eupatridai und war Sieger im Doppellauf bei den Olympischen Spielen 640 v. Chr. Um das Jahr 632 v. Chr. versuchte er, seine Popularität dazu auszunutzen, in einem Staatsstreich in Athen die Macht zu ergreifen. Dabei kam ihm zugute, dass er mächtige auswärtige Verbündete besaß: Sein Schwiegervater war der Tyrann Theagenes von Megara. Auch das Orakel von Delphi soll ihm geraten haben, die Macht in Athen während der Feiern des Zeus an sich zu reißen, womit wohl die Olympischen Spiele gemeint waren. Allerdings stieß Kylon bei seiner Aktion in Athen auf heftigen Widerstand, sodass er sich mit seinen Leuten in den Athene-Tempel auf der Akropolis zurückziehen musste. Plutarch und Thukydides berichten, dass Kylon daraufhin von den Archonten angeboten worden sei, dass man ihm das Leben lassen würde, wenn er den Tempel verlassen und sich einem Prozess stellen würde.
Der genaue Ablauf der folgenden Ereignisse wird von den Geschichtsschreibern etwas unterschiedlich dargestellt. In jedem Fall sind offenbar Kylons Gegner unter der Führung des Alkmaioniden Megakles in den Tempel gestürmt, wo sie die Anhänger Kylons, die am Altar der Athena Polias Schutz gesucht hatten, zu Tode steinigten. Diese Tat ging als „Kylonischer Frevel“ in die Geschichte Athens ein. Die Alkmaioniden mussten daraufhin wegen Bruchs des Asylrechts die Stadt Athen verlassen und ins Exil gehen. Auch den späteren Vertretern der Alkmaioniden wurde dieser Makel der Familienehre häufig angelastet. In der neueren Forschung wird davon ausgegangen, dass sich Kylon selbst durch Flucht der Steinigung entzog und nur seine Anhänger umgebracht wurden.